# Dvižna vrata
Dvižna vrata (angl. portcullis iz francoščine porte coulissante - ) so vrsta težkih vrat, ki se vertikalno zapirajo in so bila sestavni del strukture vrat pozno antičnih in srednjeveških utrdb in gradov.
Dvižna vrata so sestavljena v glavnem iz rešetke v obliki iz lesenih tramov, ki so pogosto še dodatno ojačene z železnimi elementi ali so v celoti kovinske. Vrata se premakajo navpično preko vodil v stranskih stenah vhoda. Stabilna lesena konstrukcija se lahko spusti zelo hitro in tesno zapre prostor. Dvižna vrata so uporabljali tudi za to, da so preprečili vdor v sovražnika v vhodnem poslopju.

## Zgodovina
Dvižna vrata so utrdila vhode v mnogih srednjeveških gradovih in varno zapirala grad v času napada ali obleganja. Vsaka dvižna vrata so nameščena v vertikalnih utorih v stenah gradu in lahko dvignejo ali s pomočjo vrvi ali verig pritrjenih na notranji vitel.
Pogosto so se na glavnem vhodu uporabljala dvojna dvižna vrata. Ena bližje zunanjosti in druga notranjosti. To naj bi bila tudi past za sovražnika in pogosto so v tem vmesnem delu kurili ogenj, ter skozi morilske luknje v stenah in stropu stresali vroče kamne, smolo in drugo na sovražnika. Pogosto so uporabljali vroče olje, v nasprotju s splošnim prepričanjem, da je bilo olje zelo drago.  Strelnice na stranskih stenah so omogočale lokostrelcem in strelcem s samostreli ubijati ujete napadalce.
V Angliji so ohranjena dvižna vrata v Towru v Londonu, v mestnih vratih Monk Bar  v Yorku, na gradu Amberley in Hever. 
- Dvižna vrata v gradu Harburg, notranjost
- Železna dvižna vrata na Stirlinški grad
- Dvižna vrata v Palazzo d'Accursio, Bologna
- Zazidana dvižna vrata v ruševinah v Hastingsu